# Санчо Гарсия (граф Кастилии)
Са́нчо Гарси́я (также Санчо I Гарсия и Санчо Законодатель; исп. Sancho García el de los Buenos Fueros; около 965—5 февраля 1017) — граф Кастилии (995—1017), активный участник Реконкисты. При нём графство Кастилия достигло наибольшего в своей истории влияния на события на Пиренейском полуострове.

## Биография

### Мятеж против отца
Санчо Гарсия был сыном графа Кастилии Гарсии Фернандеса из династии Лара и его супруги Авы, дочери графа Рибагорсы Рамона II. Первое упоминание Санчо Гарсии в документах относится к 11 июля 972 года, когда он подписал хартию своего отца, данную тем монастырю в Карденьи.
В 990 году Санчо Гарсия восстал против отца. Народные предания называют главными подстрекателями мятежа графов из семьи Вела, уже многие годы оспаривавших у графов Кастилии власть над Алавой. Своего сына поддержала и графиня Ава, которая, согласно легенде, даже предлагала себя в жёны мусульманину, если тот убьёт её мужа. В 994 году Санчо получил военную помощь от фактического правителя Кордовского халифата аль-Мансура, опасавшегося укрепления союза между графством Кастилия, королевством Леон и королевством Наварра. Однако, несмотря на полученное им войско мавров, Санчо Гарсия потерпел поражение в сражении с отцом. Граф Гарсия предложил сыну мир, прощение и часть своего графства в качестве независимого владения, на что Санчо немедленно дал своё согласие.

### Войны с маврами

#### Война с аль-Мансуром

Пиренейский полуостров в 1000 году.

В 995 году аль-Мансур совершил очередной поход в Кастилию, во время которого 25 мая разбил войско Гарсии Фернандеса в битве при Педрасильяде (около Алькасара). Смертельно раненый граф Кастилии попал в плен и вскоре умер в Мединасели. Новым графом был провозглашён Санчо Гарсия. Аль-Мансур, продолжая поход, дошёл до столицы Кастилии, Бургоса, и под угрозой взятия и разорения города заставил Санчо признать себя данником халифата. Младшая сестра графа, Онека, в подтверждение договора была отправлена братом в гарем аль-Мансура.
После смерти в 999 году короля Леона Бермудо II регентами при малолетнем короле Альфонсо V стали его мать Эльвира Гарсия, сестра графа Санчо, и граф Португалии Менендо II Гонсалес. Граф Кастилии, как ближайший родственник Альфонсо V, также предъявил свои права на опеку над королём Леона, но леонская знать, недовольная отделением Кастилии от Леона, отвергла требования Санчо Гарсии. Однако это не помешало тому принять участие в церемонии коронации Альфонсо V, состоявшейся 11 октября, а впоследствии оказывать влияние на управление Леоном через свою сестру Эльвиру.
В 1000 году граф Кастилии заключил с королевствами Леон и Наварра союз против Кордовского халифата. Христиане возобновили военные действия против мавров, но в этом же году соединённое войско Кастилии и Наварры потерпело сокрушительное поражение от аль-Мансура в битве при Сервере, в которой погиб наваррский король Гарсия II Санчес. После победы над своими основными противниками аль-Мансур, не встречая сопротивления, взял и разрушил Бургос, а в 1001 году во время нового вторжения в Кастилию сжёг монастырь Сан-Мильян-де-Коголья и захватил город Осму. В 1002 году аль-Мансур совершил свой последний поход в Кастилию. Согласно испано-христианским хроникам, 8 августа соединённое войско Кастилии, Леона и Наварры нанесло поражение войску мавров в битве при Калатаньясоре. Это было, по словам исторических хроник, первое и последнее поражение аль-Мансура, который, получив в битве ранение, скончался 10 августа в Мединасели. Современные историки, основываясь на данных современных событиям мусульманских источников, считают эту битву выдумкой кастильских историков XIII века Луки Туйского и Родриго де Рада, желавших приписать христианам смерть их злейшего врага.

#### Война с Абд аль-Маликом аль-Музаффаром
Преемником аль-Мансура на посту хаджиба стал его сын Абд аль-Малик аль-Музаффар, который продолжил агрессивную политику отца в отношении христианских государств Пиренейского полуострова. Регенты королевства Леон решили воспользоваться сменой власти в Кордовском халифате и в феврале 1003 года заключили с хаджибом мир, по условиям которого леонское войско в качестве союзника мавров участвовало в походе аль-Музаффара в графство Барселона. Во время этого похода мусульмане и леонцы сначала потерпели в битве при Торе поражение от каталонского войска под командованием графа Барселоны Рамона Борреля I и графа Урхеля Эрменгола I, а затем 25 февраля разбили каталонцев в битве при Альбесе. Поэтому, когда в 1004 году между графом Санчо Гарсией и графом Менендо II Гонсалесом возник новый спор об опеке над несовершеннолетним королём Альфонсом V и оба графа обратились к хаджибу за посредничеством в решении спора, Абд аль-Малик аль-Музаффар решил спор в пользу своего союзника, графа Португалии, лично явившегося в Кордову. Некоторые источники утверждают, что и граф Кастилии приезжал в столицу халифата, чтобы заручиться поддержкой хаджиба, но большинство хроник это опровергают, заявляя, что решение аль-Музаффара было передано графу через одного из мусульманских чиновников. Санчо Гарсия отказался признать решение хаджиба. В ответ аль-Музаффар и Менендо II в этом же году совершили поход во владения графа Санчо.
В 1005 году между королевством Леон и Кордовским халифатом по неизвестной причине вновь началась война. Граф Санчо Гарсия использовал сложившуюся ситуацию, чтобы заключить мир с маврами. В 1006 году он сопровождал аль-Музаффара в его походе в графство Рибагорса, в ходе которого мавры разбили соединённое войско Леона, Наварры и Рибагорсы, разорили город Роду и захватили бо́льшую часть графства. Однако в 1007 году Санчо Гарсия разорвал мир с халифатом и заключил союз с Леоном и Наваррой. Граф Санчо во главе объединённого войска совершил поход во владения мавров, взял и присоединил к своим владениям хорошо укреплённый замок Клуния.

#### Начало распада Кордовского халифата
Неожиданная смерть 20 октября 1008 года Абд аль-Малика аль-Музаффара стала началом распада Кордовского халифата. Новым хаджибом стал другой сын аль-Мансура, Абд ар-Рахман Санчуэло, который, не обладая такими же политическими и военными талантами как его отец и брат, вскоре настроил против себя большинство влиятельных лиц халифата. В феврале 1009 года, когда Абд ар-Рахман был в походе против королевства Леон, в Кордове произошёл мятеж против власти хаджиба. Оставленный всеми, Абд ар-Рахман Санчуэло был схвачен своими врагами и казнён. Халиф Хишам II был свергнут и правителем халифата был провозглашён Мухаммад II. Берберы, отстранённые от власти новым халифом, выдвинули своего претендента на престол, Сулеймана, однако они потерпели поражение от сторонника Мухаммада II, полководца Вадиха, и были вынуждены отойти в северные районы халифата. Находясь здесь, Сулейман в июле заключил военный союз с графом Санчо Гарсией, лично возглавившим кастильское войско, которое вместе с берберами и отрядами из Леона осенью выступило в поход на Кордову. 5 ноября в битве при Кантише войско Сулеймана и Санчо нанесло поражение войску под командованием халифа Мухаммада II и Вадиха. Не встречая больше никакого сопротивления, войско берберов и христиан вошло в Кордову, которая была отдана Сулейманом на разграбление кастильцам. Через несколько дней войско Санчо Гарсии покинуло город, увозя с собой огромные богатства, о многочисленности которых упоминают почти все современные событиям исторические хроники. Так же графу Санчо удалось добиться от халифа Сулеймана возвращения всех кастильских крепостей вдоль Дуэро (Осмы, Сан-Эстебан-де-Гормаса, Берланга-де-Дуэро, Сепульведы и Пеньяфьеля), захваченных мусульманами в предыдущие 40 лет. Это был последний поход графа Санчо Гарсии против мавров.

### Отношения с Леоном
Несмотря на совместную борьбу с маврами, отношения между Кастилией и королевством Леон продолжали оставаться напряжёнными. В 1007 году Альфонсо V достиг совершеннолетия и стал самостоятельно править королевством. Граф Менендо II Гонсалес возвратился в Португалию, где в следующем году погиб в битве с норманнами. Однако ещё до его гибели между Кастилией и Леоном произошёл военный конфликт, в результате граф Санчо Гарсия присоединил к своим владениям территории между реками Сеа и Писуэрга, долгие годы бывшими спорными землями между двумя государствами. К первым годам самостоятельного правления короля Альфонсо V относятся и безуспешные попытки графа Кастилии организовать несколько мятежей своих сторонников в Леоне.
Окончательный разрыв отношений между графством Кастилия и королевством Леон произошёл в 1014 году, когда в Кастилии начались преследования сторонников союза с Леоном. Многие кастильские дворяне бежали ко двору короля Альфонсо V, который предоставил беглецам должности и земельные владения. Среди прибывших в Леон была и семья Вела, один из представителей которых, граф Родриго Вела, стал главным советником правителя Леона, а позднее крёстным отцом Бермудо, сына и наследника короля.

### Отношения с Барселонским графством
Граф Санчо Гарсия с опасением следил за ростом влияния на христианские государства Пиренейского полуострова короля Наварры Санчо III Великого. В 1016 году в Сарагосе при посредничестве местного мусульманского правителя Мунзира I ал-Мансура, также опасавшегося усиления Наварры, состоялась встреча графа Кастилии с графом Барселоны Рамоном Боррелем I, на которой было достигнуто соглашение о помолвке сына барселонского графа, Беренгера Рамона, с Санчей, дочерью Санчо Гарсии. Это первое документально подтверждённое свидетельство политических связей между правителями Кастилии и Барселоны.

### Смерть графа Санчо Гарсии

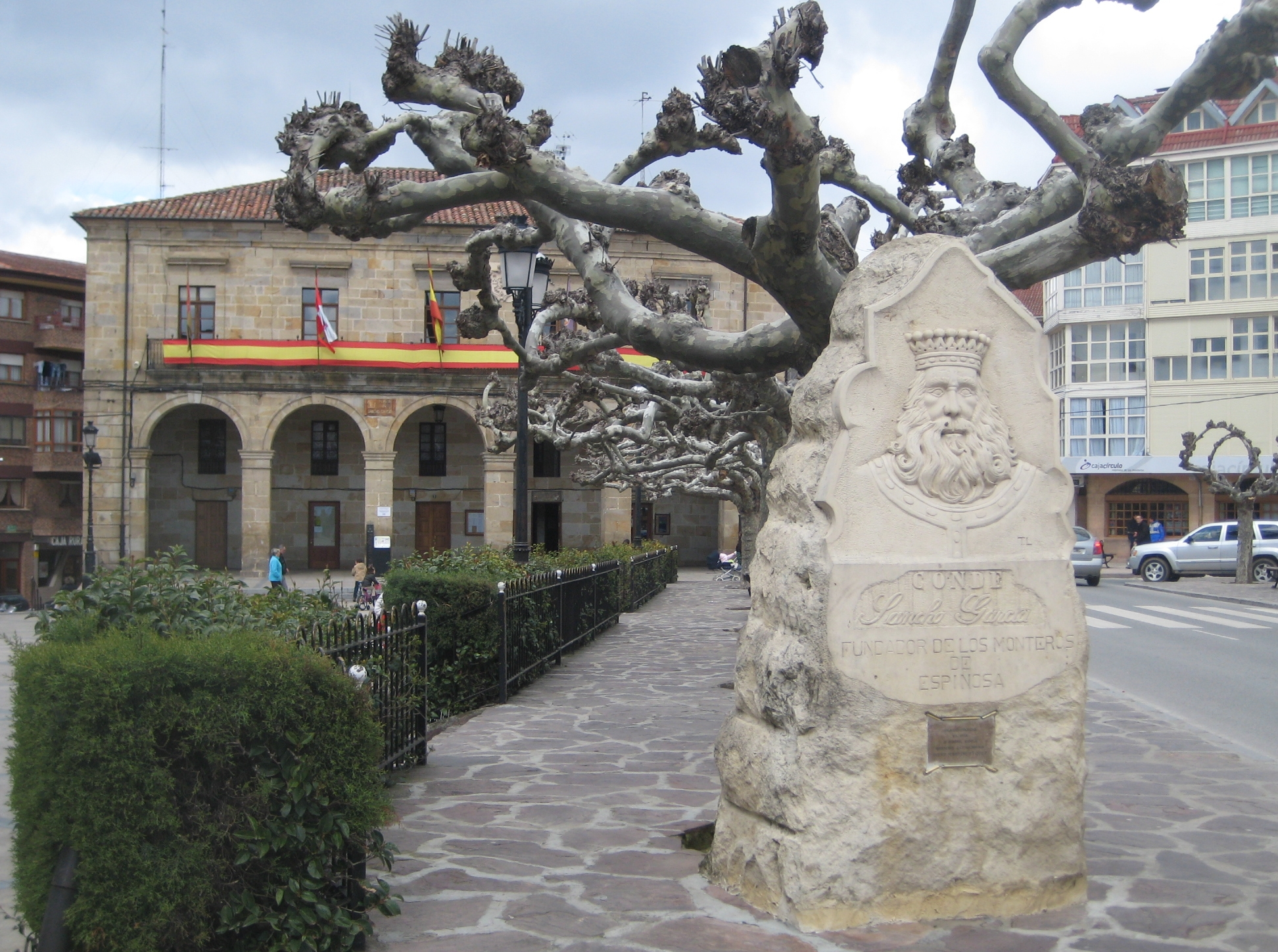
Стелла в честь графа Санчо Гарсии в городе Эспиноса-де-лос-Монтерос.

Граф Санчо Гарсия умер 5 февраля 1017 года и был похоронен в основанном им монастыре Сан-Сальвадор-де-Ония. Новым графом Кастилии стал его 7-летний сын Гарсия Санчес. В источниках не упоминается о создании какого-нибудь регентского совета над малолетним правителем, но анализ хартий, выданных в первые годы правления графа Гарсии, позволяет историкам сделать вывод, что особым влиянием в этот период пользовались мать нового графа, Уррака из Коваррубиаса, и епископ Оки Педро и что на опеку над Гарсией Санчесом претендовали король Леона Альфонсо V и король Наварры Санчо III Великий.

### Семья
Граф Санчо Гарсия был с 985/995 года женат на Урраке из Коваррубиаса (убита 21 декабря 1037 года), предположительно, дочери графа Сальдании Гомеса Диаса. Детьми от этого брака были:
- Муния Санчес (Муниадонна) (около 990/995—13 июля 1066) — жена (не позднее 27 июня 1011 года) короля Наварры Санчо III Великого
- Фернандо (около 995/997—ранее 2 марта 999)
- Тигридия (около 998—1029) — первая настоятельница (с 1011 года) монастыря Сан-Сальвадор-де-Ония
- Санча (около 1006/1007—26 июня 1026) — жена (с 1021 года) графа Барселоны Беренгера Рамона I
- Гарсия Санчес (около ноября 1009—13 мая 1029) — граф Кастилии (1017—1029).

### Итоги правления
В правление Санчо Гарсии графство Кастилия достигло наивысшей точки своего развития, став одним из сильнейших христианских государств Пиренейского полуострова. Этому способствовали как успешные военные действия графа Санчо против Кордовского халифата, так и то, что в начале XI века во главе двух государств (Леона и Наварры) оказались несовершеннолетние правители, которые из-за внутренних трудностей их стран не могли проводит агрессивную политику по отношении к Кастилии.
Исторические хроники высоко оценивают правление графа Санчо Гарсии. Выданные им многочисленные привилегии, направленные на восстановление разорённых войной городов и сельских общин, закрепили за ним прозвание «Законодатель». Считается, что Санчо провёл реорганизацию кастильской армии. Современный графу испано-мусульманский хронист пишет, что свита графа Кастилии и его войско были настолько роскошными, что вызывали зависть у других правителей. Другие пишут, что Санчо Гарсия из всех одежд предпочитал те, что носили мавры, сам такую носил и других заставлял.
Поддерживая христианские церкви в своих владениях, граф Санчо выдал им множество дарственных хартий. 12 февраля 1011 года он основал монастырь Сан-Сальвадор-де-Ония, вскоре ставший одним из крупнейших религиозных центров Кастилии. Первой аббатисой здесь была поставлена дочь Санчо Гарсии, Тигридия. Граф Санчо также отремонтировал в своих владениях дороги, входившие в Путь Святого Иакова, по которым паломники шли к Сантьяго-де-Компостеле.